# Maria Louisa Angwin
Pour les articles homonymes, voir Angwin (homonymie).
Maria Louisa Angwin, née le 21 septembre 1849 et morte le 25 avril 1898, est une médecin canadienne. Elle est la première femme autorisée à pratiquer la médecine en Nouvelle-Écosse.

## Biographie
Maria Louisa Angwin est née le 21 septembre 1849 à Blackhead, dans la Baie de la Conception (Terre-Neuve). Elle est la fille de Louisa Emma Gill et du révérend Thomas Angwin, un pasteur méthodiste. Sa famille déménage en Nouvelle-Écosse en 1865. Elle fait ses études à l'académie des dames de la Mount Allison Wesleyan Academy et obtient un diplôme en arts libéraux en 1869. Elle fréquente l'école normale de Truro et enseigne pendant cinq ans à Dartmouth pour financer ses études ultérieures,.
Elle reçoit un doctorat en médecine du Woman's Medical College (en) de l'État de New York en 1882. Elle fait un stage au New England Hospital for Women and Children (en) (« Hôpital pour Femmes et Enfants de Nouvelle-Angleterre ») à Boston. Elle poursuit ses études au Royal Free Hospital de Londres. Le 20 septembre 1884, elle devint la première femme autorisée à pratiquer la médecine en Nouvelle-Écosse, où elle ouvre un bureau à Halifax. En 1895, elle donne des conférences sur l'hygiène, avec Annie Isabella Hamilton (en), la première femme à recevoir un doctorat en médecine de l'Université Dalhousie.
Elle est membre de la Woman's Christian Temperance Union et s'est également prononcée en faveur du suffrage des femmes.
Elle retourne à New York en 1897 pour poursuivre des études supérieures. Elle meurt subitement le 25 avril 1898 à Ashland, dans le Massachusetts, alors qu'elle se remettait d'une intervention chirurgicale mineure.